# Вибухи в Придністров'ї (2022)

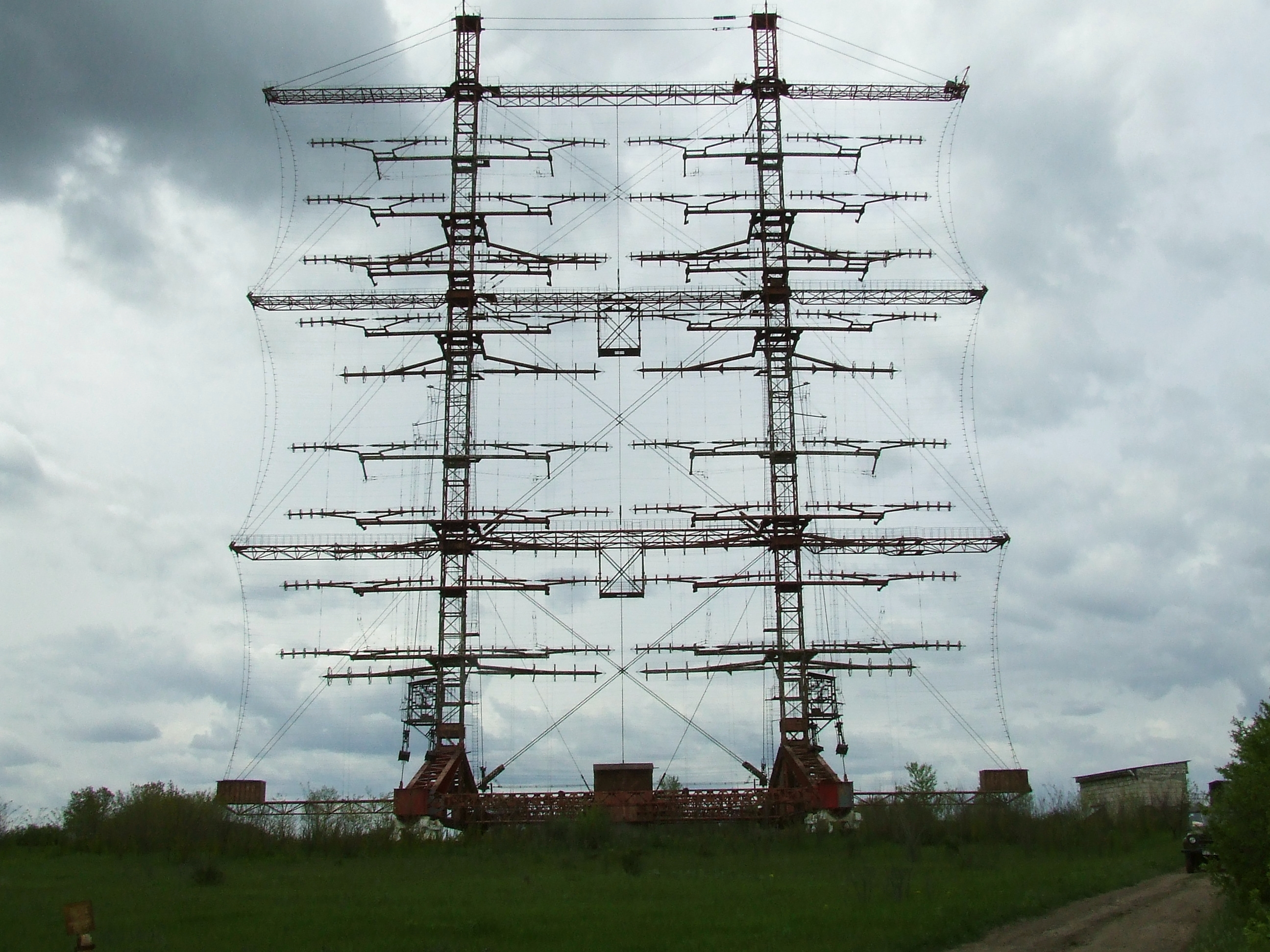
Радіоцентр у селищі Маяк, антена А30-31 (саме її, ймовірно, пошкодили/зруйнували)

Вибухи в Придністров'ї (2022) — кілька вибухів, що сталися 25 квітня 2022 року в ПМР у Молдові.
Вибух пролунав біля штаб-квартири Міністерства держбезпеки так званої ПМР в Тирасполі, близько 7:00 два вибухи зруйнували антени радіотелецентру в селищі Маяк, а 27 квітня у ПМР повідомили, що два дрони скинули вибухівку біля складу зброї в селі Колбасна.

## Наслідки
Як тільки це було можливо, міліція перекрила вулиці поблизу інциденту та нікому не вказувала наближатися. На місці також працювали екстрені служби. За попередніми даними, постраждалих чи загиблих внаслідок інциденту немає. За попередніми даними, кваліфіковано, що був використаний гранатомет.
Було скасовано парад 9 травня та очне навчання в школах самопроголошеної республіки, діти вчитимуться дистанційно до кінця навчального року. На в'їздах до міст розставлено КПП, в Придністров'ї оголошено 15-денний червоний рівень терористичної загрози.
Придністровський депутат Андрій Сафонов заявив ТАРС, що «обстріл будівлі з гранатомета є спробою посіяти паніку і страх» і зазначив, що «спроби тиску на нас спостерігалися і раніше».
Молдова висловила стурбованість інцидентом. Атака сталася через тиждень після того, як високопоставлений російський військовий чиновник порушив питання російськомовних у Придністров'ї в контексті російського вторгнення в Україну, повторюючи виправдання Москви щодо війни в Україні. Генерал-майор Рустам Міннекаєв, виконувач обов'язків командувача Центральним військовим округом Росії, повідомив, що план військових дій Росії в Україні передбачає повний контроль над Південною Україною, що може забезпечити Російській Федерації сухопутний доступ до ПМР.